# Миссисипи-Милс (Онтарио)

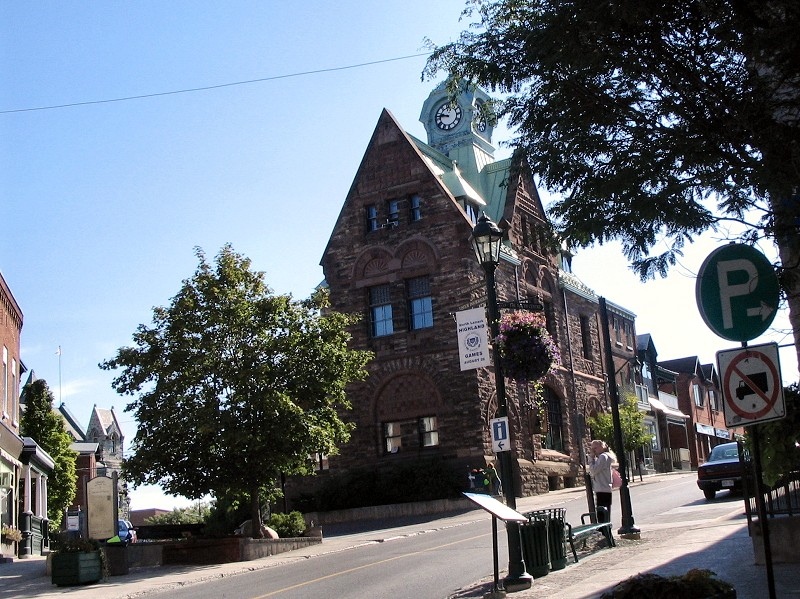
Старая почта, Альмонте

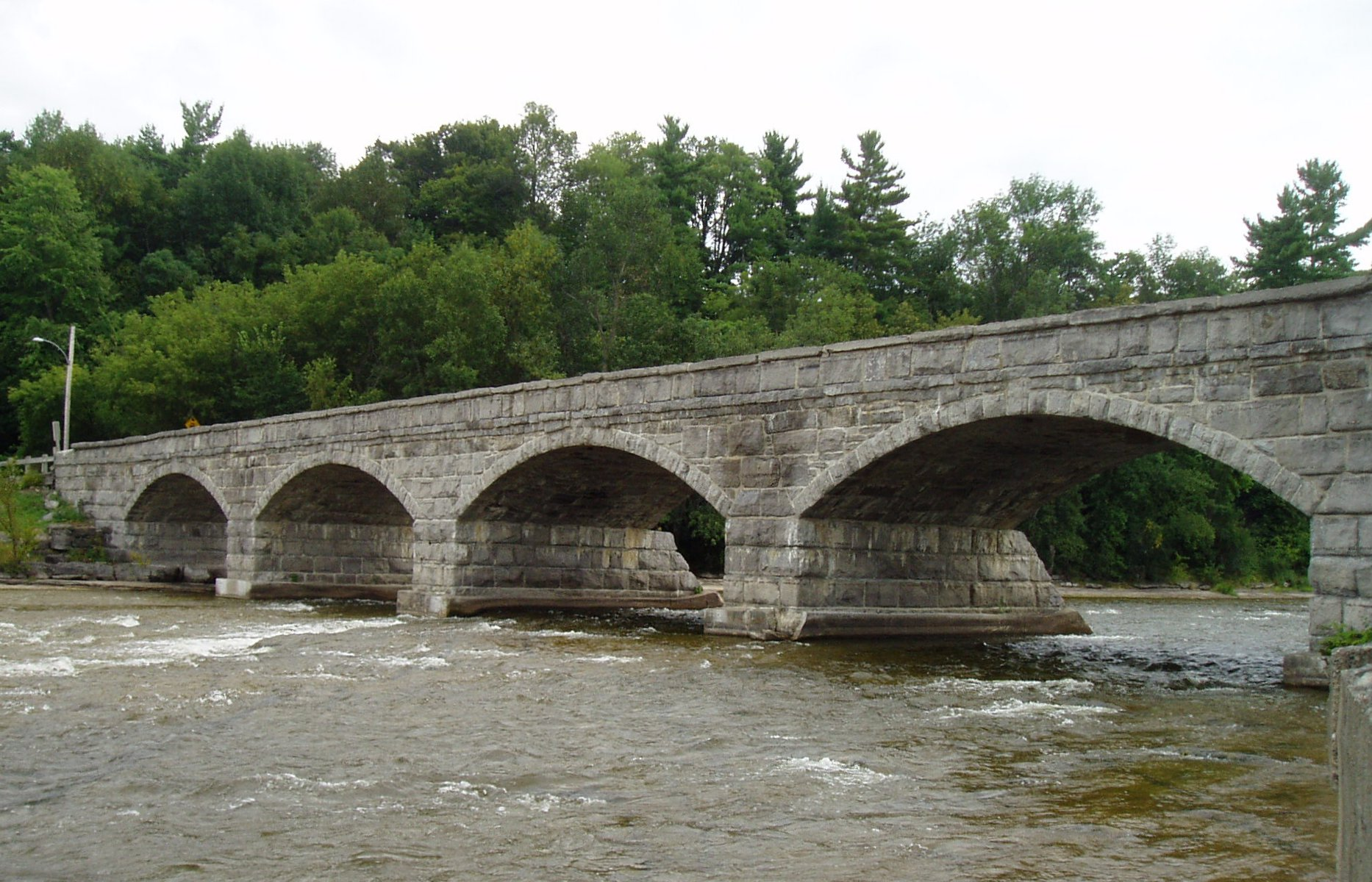
Старый каменный мост — достопримечательность Пейкенхема

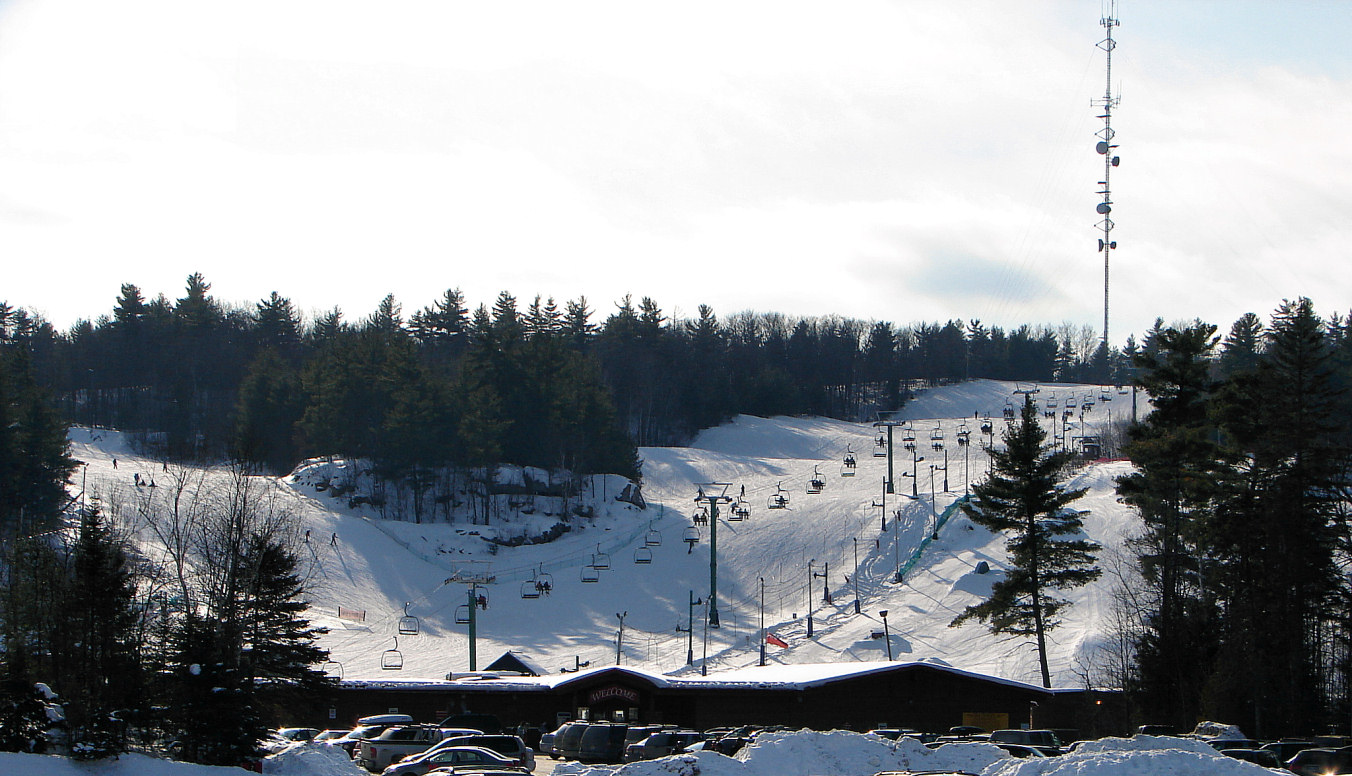
Лыжный курорт Маунт-Пейкенхем

Миссиси́пи-Милс (англ. Mississippi Mills) — город в Восточном Онтарио, Канада, в округе Лэнарк, на реке Миссисипи. Входит в пределы Национального столичного региона.
Образован 1 января 1998 г. путём слияния следующих населённых пунктов: города Альмонте (Almonte), посёлка Рэмси (Ramsay Township) и города Пейкенхем (Pakenham).

## История
Первым жителем на месте будущего Альмонте был Дэвид Шеперд, который в 1819 г. получил от государства участок площадью в 200 акров, чтобы построить мельницу. Место получило известность под неофициальным названием Шепердс-Фолс, «водопады Шеперда», англ. Shepherd’s Falls. После того, как мельница сгорела, Шеперд продал патент Дэниэлу Шипмену, который восстановил мельницу. С 1820 г. посёлок известен под названием Шипменс-Милс, «мельницы Шипмена», англ. Shipman’s Mills.
Большинство первых поселенцев Шипменс-Милс составляли шотландцы. Город рос и вскоре включал в себя 30 складов и 40 других предприятий. Город с самого начала специализировался на производстве текстиля, а в годы его расцвета в нём было 7 шерстяных заводов. Во время своего бурного роста город сначала сменил название на Рэмсивилл (Ramsayville), затем на Уотерфорд (Waterford). Однако когда в 1855 г. в городе было открыто первое почтовое отделение, городу понадобилось новое название, так как в Онтарио уже существовал другой Уотерфорд.
Со времён англо-американской войны 1812 г. отношения между США и Великобританией оставались напряжёнными. В то же время на южной границе США часто происходили столкновения с мексиканцами. В то время мексиканский генерал Хуан Альмонте, герой сражений против американцев, был послом Мексики в США. Назло американцам жители города в 1855 г. назвали его Алмонте (английское произношение фамилии Альмонте), хотя официально почтовое отделение функционировало под этим названием лишь с 1859 г.
Многие из жителей города работают в соседней Оттаве, до которой примерно 40 минут езды на автомобиле. В Алмонте существуют три младших школы (две публичных и одна католическая), а также одна старшая школа.

## Достопримечательности
После закрытия последнего текстильного завода в начале 1980-х годах Алмонте больше не был крупным промышленным центром, поэтому власти города переключили внимание на туризм. В городе функционируют музеи и другие исторические достопримечательности, например, дом, музей и памятник Джеймсу Нейсмиту, изобретателю баскетбола. Шоколадная фабрика Hummingbird Chocolate является одной из первых, возникших в Канаде.
Многие жилые, коммерческие и официальные здания города были сооружены ещё в 19 веке. На углу Бридж-стрит и Милл-стрит всё ещё сохранился дом Дэниэла Шипмена.
Бывший город Пейкенхем, также включённый в состав Миссисипи-Милс, известен своим лыжным курортом Маунт-Пейкенхем, а также пятиарочным каменным мостом через реку Миссисипи. Построенный в 1901 г., это единственный пятиарочный каменный мост в Северной Америке.
В Миссисипи-Милс проходят несколько фестивалей и праздников, в том числе кукольный фестиваль Puppets Up, Северно-Лэнаркские горные игры (North Lanark Highland Games), Баскетбольный фестиваль Нейсмита 3-на-3 (Naismith 3-on-3 Basketball Festival), Ривреджский фестиваль искусств (Riveredge Arts Festival) и Кельтфест (CeltFest).

## Демография
Согласно канадской переписи 2006 г.:
- Население: 11 734
- Прирост с 2001 года: 0,7 %
- Жилых зданий: 4581
- Площадь (км²): 509,05
- Плотность населения (чел. на км²): 23,1